# 布蘭科 (加利福尼亞州蒙特雷縣)
布蘭科（英語：Blanco）是位於美國加利福尼亞州蒙特雷縣的一個非建制地區。該地的面積和人口皆未知。

## 地理
布蘭科的座標為36°40′43″N 121°44′34″W / 36.67861°N 121.74278°W，而該地的平均海拔高度為7米（即23英尺）。